# Cristina del Ligne
Cristina del Ligne (Belœil, 11 d'agost de 1955) és membre de la Casa Imperial del Brasil pel seu matrimoni amb Antônio del Brasil.
Christine de Ligne, nascuda en el Château de Beloeil, a la província belga de Hainaut, és filla d'Antoine de Ligne, 13è príncep de Ligne (1925-2005) i la princesa Alix de Luxemburg (1929-2019). És germana de Michel de Ligne, cap de la seva casa des de 2005.
La parella té quatre fills:
- Pere Lluís del Brasil
- Maria Gabriela del Brasil
- Amelia María del Brasil
- Rafael del Brasil